# Platon Chirnoagă
Platon Chirnoagă, romunski general, * 24. oktober 1894, † 29. marec 1974.